# Нарцисс ложный
Нарци́сс ло́жный, или нарцисс жёлтый (лат. Narcíssus pseudonarcíssus) — вид растений из рода Нарцисс (Narcissus) семейства Амариллисовые (Amaryllidaceae).

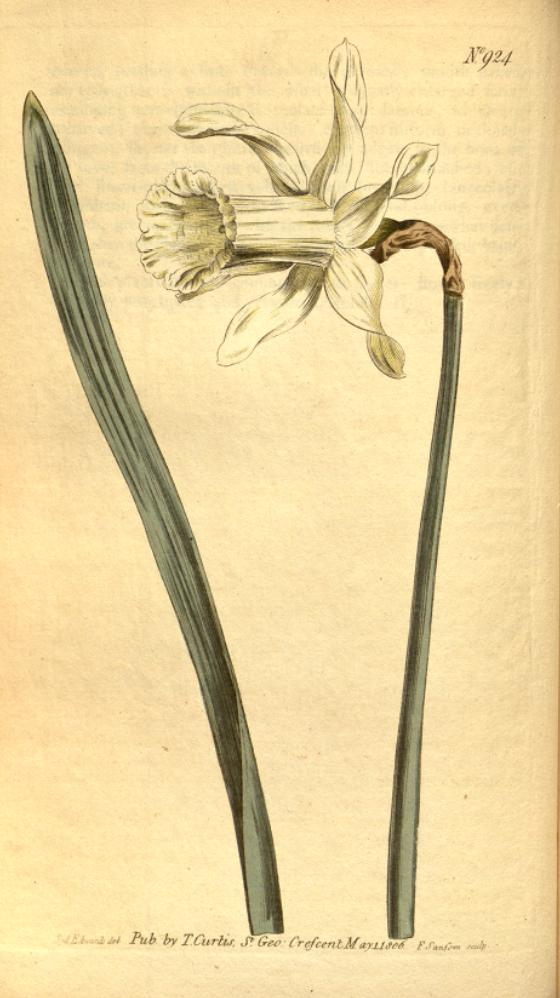
Ботаническая иллюстрация Джона Симса (1806)

## Ботаническое описание
Нарцисс ложный — травянистое растение, достигает в высоту 20—25 см.
Луковица шаровидно-яйцевидной формы, до 4 см в диаметре.
Листья прикорневые, прямые, линейные.
Цветки одиночные, диаметром до 3,5 см, ароматные, жёлтые (или же околоцветник белый, а коронка жёлтая). Цветёт в мае.
Плод — коробочка.

## Распространение
В диком виде растёт на горных лугах и в лесах Западной Европы — в Англии, Германии, Франции, но встречается довольно редко. Как культурное растение для цветников выращивается повсеместно.
| Общий вид | Цветок | Плод | Плоды и семена |